# Jurij Bondariew
Jurij Wasiljewicz Bondariew (ros. Юрий Васильевич Бондарев; ur. 15 marca 1924 w Orsku, zm. 29 marca 2020 w Moskwie) – rosyjski pisarz.

## Życiorys
W 1931 przeniósł się wraz z rodziną do Moskwy, później skończył szkołę średnią, w 1941 został powołany do Armii Czerwonej, od sierpnia 1942 brał udział w walkach na froncie, w tym od października 1942 w bitwie pod Stalingradem. Podczas walk został kontuzjowany i lekko ranny. W 1943 uczestniczył w forsowaniu Dniepru i wyzwalaniu Kijowa, w walkach o Żytomierz został ranny i odesłany do szpitala, później walczył m.in. na terytorium Polski i na granicy z Czechosłowacją, w latach 1944–1945 był kursantem szkoły artylerii, w grudniu 1945 został zdemobilizowany.
W 1949 zaczął publikować, w 1951 ukończył Instytut Literacki im. Gorkiego i został przyjęty do Związku Pisarzy ZSRR, w 1953 wydał pierwszy zbiór opowiadań – Na bolszoj rieke. W 1957 opublikował powieść Bataliony proszą o ogień (wyd. pol. 1964), w 1962 powieść Cisza (wyd. pol. 1963), w 1969 Gorący śnieg (wyd. pol. 1972), w 1975 Brzeg (wyd. pol 1977), w 1981 Wybór, a w 1985 Gra (wyd. pol. 1989). Wykorzystując własne doświadczenia frontowe, tworzył prozę batalistyczną, w której kładł nacisk na kwestie moralne i społeczno-psychologiczne. W powieściach o charakterze psychologiczno-filozoficznym retrospektywnie ujmował temat Wielkiej wojny ojczyźnianej i losów rosyjskiej inteligencji, wykorzystując fabułę jako bazę refleksji o sensie ludzkiego życia.
Był deputowanym do Rady Najwyższej RFSRR IX i X kadencji, a w latach 1990–1991 członkiem KC Komunistycznej Partii RFSRR.
Pochowany na Cmentarzu Trojekurowskim w Moskwie.

## Odznaczenia i nagrody
- Złoty Medal „Sierp i Młot” Bohatera Pracy Socjalistycznej (14 marca 1984)
- Order Lenina (dwukrotnie)
- Order Rewolucji Październikowej
- Order Wojny Ojczyźnianej I klasy (11 marca 1985)
- Order Czerwonego Sztandaru Pracy (18 marca 1974)
- Order „Znak Honoru”
- Order Przyjaźni Narodów (14 marca 1994)
- Medal „Za Odwagę” (dwukrotnie – 14 października 1943 i 21 czerwca 1944)
- Nagroda Leninowska (1972)
- Nagroda Państwowa ZSRR (dwukrotnie – 1977 i 1983)
- Nagroda im. Lwa Tołstoja (1993)
- Nagroda im. Szołochowa (1994)[3]